# Институт химической биологии и фундаментальной медицины СО РАН
Институт химической биологии и фундаментальной медицины СО РАН, ранее Новосибирский институт биоорганической химии СО РАН — научно-исследовательский институт Российской академии наук. В Институте интенсивно исследуются ферменты метаболизма нуклеиновых кислот. Эти работы начались с изучения ферментативного аминоацилирования тРНК, затем начали развиваться исследования РНК-полимеразы из E. coli и далее ДНК-полимеразы, обратной транскриптазы ВИЧ-1 и ферментов репарации. Многие из этих исследований (рибосомы, ДНК-полимераза aльфа, большая часть ферментов репарации) ведутся на материале из организма человека (плацента, клетки HeLa).

## История
Организован 1 апреля 1984 года на базе Отдела биохимии Новосибирского института органической химии СО РАН (НИОХ), руководимого академиком Д. Г. Кнорре. Переименован 8 апреля 2003 года согласно Постановлению Президиума РАН в Институт химической биологии и фундаментальной медицины СО РАН. Коллектив института был сформирован из исследователей, работающих в области химии и биохимии нуклеиновых кислот и ферментов метаболизма нуклеиновых кислот.
В 1960-х годах сформулирован принцип направленной химической модификации нуклеиновых кислот реакционноспособными производными олигонуклеотидов. В институте проведены детальные исследования внутрикомплексных процессов в дуплексах, образованных нуклеиновыми кислотами и производными олигонуклеотидов. Действие различных адресованных реагентов испытано на клетках и живых организмах. Проводились работы по изучению с помощью реакционноспособных производных олигонуклеотидов и тРНК функциональной топографии рибосом, а в последнее время сделаны первые шаги в направлении изучения структуры хроматина.
В 1980-е годы начались исследования структуры нуклеиновых кислот: была установлена последовательность геномной РНК вируса клещевого энцефалита, а затем ряда генов эукариот. В настоящее время ведутся работы по исследованию генома человека.

## Деятельность
Основные направления деятельности:

— Геномика, протеомика, биоинженерия, синтетическая биология

— Биотехнологии (генотерапия, клеточные технологии регенеративной медицины, нанобиотехнологии)

— Клиническая и трансляционная медицина, молекулярные основы иммунитета и онкогенеза

— Экология организмов, вирусные и бактериальные агенты в организме млекопитающих

## Научные достижения
— Создание основ адресной модификации генетических структур

Учеными Института сформулирован принцип направленного воздействия на нуклеиновые кислоты с помощью олигонуклеотидов, снабженных реакционноспособными группами. Доказана возможность осуществления направленного воздействия на ДНК и РНК. В Институте были синтезированы различные реакциооноспособные реагенты, способные модифицировать гетероциклические основания нуклеиновых кислот В результате создан новый раздел физико-химической биологии — биоорганическая химия дуплексов нуклеиновых кислот

— Решена проблема создания новых типов биологически активных веществ — терапевтических препаратов нового поколения ген-направленного действия, и разработаны методы исследования строения нуклеопротеидных комплексов и изучения белковонуклеиновых взаимодействий с использованием реакционноспособных производных олигонуклеотидов

## Некоторые видные сотрудники

### Действующие
- Лаврик, Ольга Ивановна — академик РАН, профессор, доктор химических наук, зав. лабораторией биоорганической химии ферментов (индекс Хирша 38)[5]
- Веньяминова, Алия Гусейн кызы — зав. лабораторией (индекс Хирша 26)[6]
- Грайфер, Дмитрий Маратович — старший научный сотрудник, д-р хим. наук (индекс Хирша 23)[7]
- Жарков, Дмитрий Олегович — член-корреспондент РАН, доктор биологических наук, заведующий лабораторией (индекс Хирша 31)[8]
- Невинский, Георгий Александрович — профессор, доктор химических наук, зав. лабораторией ферментов репарации (индекс Хирша 43)[9]

### Бывшие
- Барам, Григорий Иосифович
- Грачёв, Михаил Александрович
- Жимулёв, Игорь Фёдорович
- Милейко, Владислав Айкович
- Салганик, Рудольф Иосифович

## Директора института
- 1984—1996 — Кнорре, Дмитрий Георгиевич, академик РАН
- 1996—2017 — Власов, Валентин Викторович, академик РАН (индекс Хирша 43)[10]
- 2017—2022 — Пышный, Дмитрий Владимирович, член-корреспондент РАН
- с 2022 — Коваль, Владимир Васильевич, доктор химических наук

## Присуждение учёных степеней
Включён в Перечень ВУЗов и научных организаций, которые могут самостоятельно присуждать ученые степени кандидата и доктора наук вместо ВАК (19 вузов и 4 научные организации).